# 1,4-二碘苯
1,4-二碘苯是一种有机化合物，化学式为C6H4I2。它可由碘苯、碘和四氧化三铅在三氟乙酸中反应制得，副产物为1,2-二碘苯（12%）。它也可通过重氮氟硼酸盐的反应制得。在催化下，它和苯硼酸反应，可以得到对三联苯。